# Jermaine Ainsley
Pas d'image ? Cliquez ici

a Compétitions nationales et continentales officielles uniquement.

b Matchs officiels uniquement.
Dernière mise à jour le 19 mars 2025.
Jermaine Ainsley, est né le 8 août 1995 à Clyde (Nouvelle-Zélande). C'est un joueur international australien d'origine néo-zélandaise de rugby à XV, évoluant au poste de pilier. Il joue avec le Lyon OU en Top 14 depuis 2024.

## Biographie
Jermaine Ainsley est le fils de Joe McDonnell, lui aussi ancien joueur de rugby à XV au poste de pilier, et ayant connu huit sélections avec les All Blacks en 2002

## Carrière

### En club
Jermaine Ainsley grandit dans la ville de Cromwell dans la région d'Otago, où il commence à pratiquer le rugby. À l'âge de douze ans, il entre à la Otago Boys' High School de Dunedin, et joue au rugby avec l'équipe de l'établissement. Il joue initialement au poste de centre avant de transitionner vers le poste de pilier, plus adapté à sa morphologie. 
En 2013, sa famille émigre à Perth en Australie, et il les rejoint l'année suivante, après avoir terminé le lycée. Il joue alors avec l'équipe amateure de Nedlands, en RugbyWA Premier Grade. Il évolue également avec l'équipe des moins de 20 ans de la l'État d'Australie-Occidentale.
En 2015, il est retenu avec l'équipe professionnelle de Perth Spirit pour disputer le NRC. Il dispute sept rencontres, pour deux titularisations, lors de cette première saison.
Repéré grâce à ses performances en NRC, il rejoint la franchise de la Western Force en Super Rugby pour la saison 2016. Il joue son premier match le 27 février 2016 contre les Melbourne Rebels, en tant que remplaçant. Il connait ensuite sa première titularisation le 11 mars 2016 contre les Brumbies. Après une première saison où il est la doublure de Tetera Faulkner et de Guy Millar, il s'impose en 2017 comme le titulaire au poste de pilier droit.
Cependant la saison 2017 est la dernière qu'il joue avec la Force, puisque cette équipe est exclue du Super Rugby à la fin de la saison en raison de son manque de résultat. Il rejoint dans la foulée la franchise des Melbourne Rebels en 2018, pour un contrat d'une saison. Parallèlement, il rejoint également les Melbourne Rising en NRC. Après une bonne première saison aux Rebels, il prolonge son contrat pour deux nouvelles saisons, soit jusqu'en 2020.
Après trois saisons avec les Rebels, il décide de rejoindre la franchise néo-zélandaise des Highlanders, basée dans sa région natale d'Otago, à partir de la saison 2021,. Néanmoins, il se blesse à la cheville lors d'un match amical de présaison, ce qui l'empêche de jouer la moindre rencontre avec les Highlanders en 2021.
En juin 2021, il rejoint également la province d'Otago, afin de disputer la saison 2021 de NPC.
Il fait finalement ses débuts avec les Highlanders lors de la saison 2022 de Super Rugby.
En 2024, après trois années avec les Highlanders, il rejoint le club français du Lyon OU en Top 14,  pour un contrat de deux saisons,.

### En équipe nationale
Jermaine Ainsley est sélectionné avec les Barbarians néo-zélandais scolaires (équipe scolaire B) en 2013, manquant de peu la sélection avec l'équipe première,.
En octobre 2017, il est sélectionné en tant que « apprenti » avec l'équipe d'Australie par le sélectionneur Michael Cheika, afin de participer aux entraînements et apprendre les exigences du haut niveau. Il joue son premier match le 28 octobre 2017 contre les Barbarians à Sydney. Il s'agit d'une rencontre non-officielle, et qui n'est donc pas considérée une sélection. Il blesse à la cheville lors du match, ce qui le prive de la tournée à suivre en Europe.
Il est rappelé au mois d'août de l'année suivante, à l'occasion du Rugby Championship 2018. Il obtient sa première cape internationale le 18 août 2018 à l’occasion d’un match contre l'équipe de Nouvelle-Zélande à Sydney. Au mois de novembre suivant, il joue deux rencontres lors de la tournée en Europe, contre l'Italie et l'Angleterre.
Après une absence de deux ans, il est à nouveau sélectionné en septembre 2020 par le sélectionneur Dave Rennie pour préparer le Tri-nations 2020, mais ne dispute finalement aucun match.
À partir de 2021, et son retour en Nouvelle-Zélande, il se déclare ouvert à la possibilité de représenter son pays de naissance au niveau international, ce qui est possible grâce aux changements des règles d'éligibilité,.
En juin 2022, il joue un match avec les Māori All Blacks face à l'Irlande,.
L'année suivante, il est sélectionné avec l'équipe réserve néo-zélandaise, les All Blacks XV (en) pour une tournée au Japon. Il joue les deux matchs face à la sélection japonaise comme titulaire,.

## Palmarès

### En club et franchise
- Vainqueur de NRC en 2016 avec Perth Spirit.
- Finaliste de la Challenge Cup en 2025 avec le Lyon OU.

## Statistiques
Au 21 janvier 2024, Jermaine Ainsley compte 3 capes en équipe d'Australie, dont aucune en tant que titulaire, depuis le 18 août 2018 contre l'équipe de Nouvelle-Zélande à Sydney. Il n'a inscrit aucun point.
Il participe à une édition du Rugby Championship, en 2018. Il dispute une rencontre dans cette compétition.